# Мирне (Бориспільський район)
Ми́рне —  село в Україні, у Вороньківській сільській громаді Бориспільського району Київської області. Населення становить 1678 осіб.

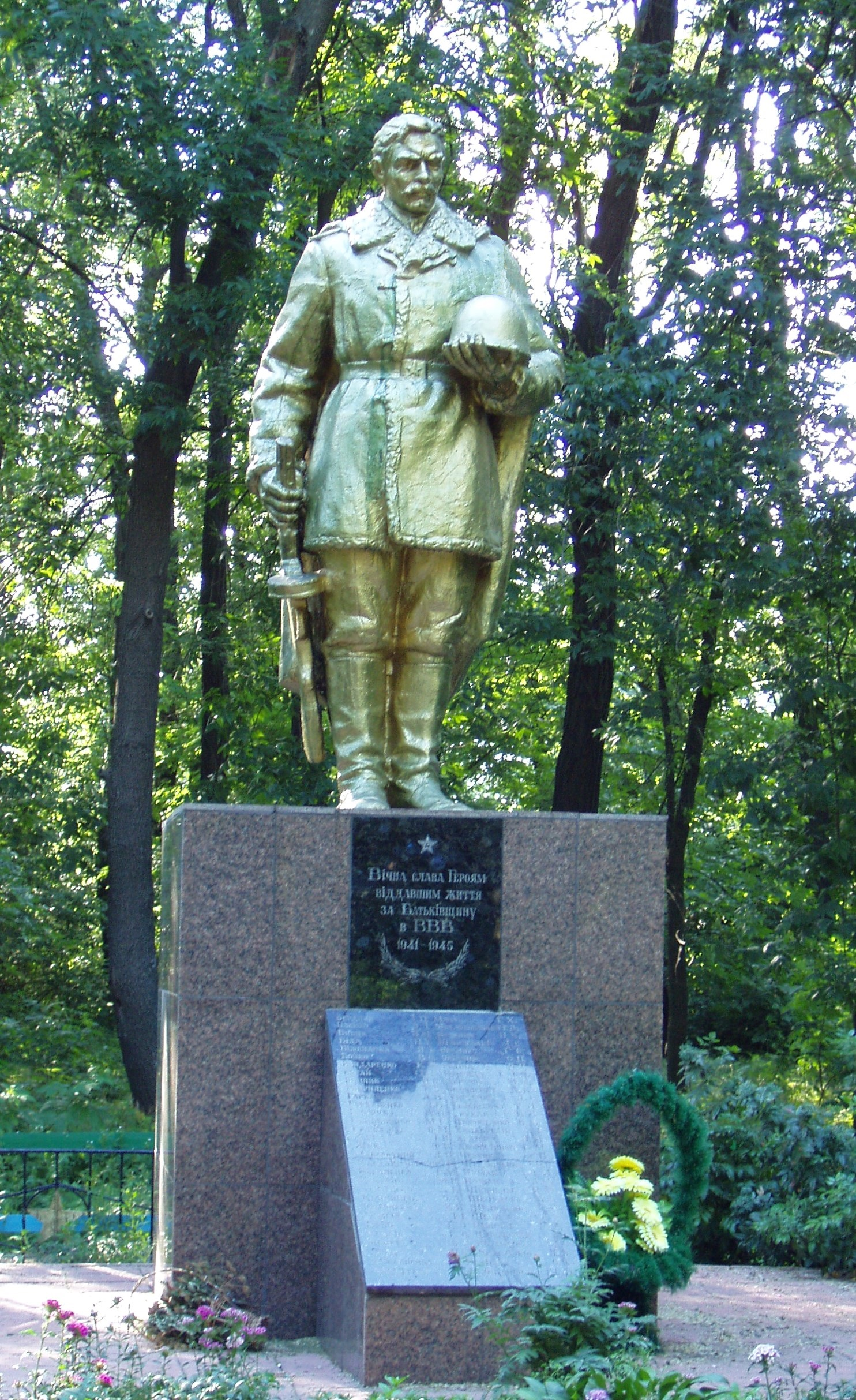
Братська могила воїнів Радянської Армії і пам'ятник воїнам-односельцям, які загинули в роки Другої світової війни

## Розташування
Село знаходиться за 19.5 км на південний схід від Борисполя.

## Історія
Біля села були знайдені скіфські поселення. Це сталося під час археологічних розкопок у 1974 році.
Село було засноване жителем с. Старе Юхимом Івановичем Головком у 1916 році. За іншою версією, село існувало вже у 1820 році. Найімовірніше було засновано кимось із відомого роду Сулим.
Є на мапі 1826-1840 років як трактир Сулимин.
У 1929 році село називалося Головки. 
На мапі Шуберта 1868 року, на початку сучасної вулиці Івана Сулими позначено х.Сулимін. На мапі РСЧА 1941 року - Свх.Центр.Хутор.
27 червня 1969 року був виданий Указ Президії Верховної Ради УРСР ―Про присвоєння найменувань окремим населеним пунктам Київської області, відповідно до якого окремим населеним пунктам Київської області були присвоєні найменування, зокрема поселенням Старівської птахофабрики — село Мирне, село Васильки і село Малі Єрківці.
У 1943 році всі будинки були спалені німцями, що відступали.
Після війни директор радгоспу Литвинець Григорій Михайлович організував у селі вирощування індиків. З 1955 року у селі існує птахоферма.

## Населення
З 1740 жителів 463 — пенсійного віку.

### Мова
Розподіл населення за рідною мовою за даними перепису 2001 року:
| Мова            | Кількість | Відсоток |
| --------------- | --------- | -------- |
| українська      | 1596      | 95.11%   |
| російська       | 72        | 4.29%    |
| білоруська      | 7         | 0.42%    |
| грецька         | 1         | 0.06%    |
| інші/не вказали | 2         | 0.12%    |
| Усього          | 1678      | 100%     |

## Культура та освіта

### Школа
В селі знаходиться середня школа. В ній є дуже багато гуртів. А кабінет музики визнавався одним з найкращих у Київській області.
Завдяки Луценку Віктору Васильовичу (викладачу музики) в селі є народний хор "Серпокрилець".

### Будинок культури
"Серпокрилець" виступає в будинку культури. Також тут діє драмтеатр, у якому задіяні вчителі та жителі села.

## Церква
7 жовтня 2006 року було закладено капсулу у фундамент майбутньої церкви.
Очолив будівництво настоятель храму с. Мирне протоієрей Ігор Марцин. Будувати церкву допомагали і мешканці села.
У суботу 13 жовтня 2007 року Святійший Патріарх Київський і всієї Руси-України Філарет освятив храм на честь цього свята. На освячені храму також були: директор СГ ТОВ «Старинська птахофабрика» Зубчук Олександр Миколайович, який допомагав з будівництвом храму; голова Правління ВАТ «Миронівський хлібопродукт» Косюк Юрій Анатолійович та інші.
Перед святом Покрови Божої Матері у п'ятницю 10 жовтня 2008 року Святійший Патріарх Київський і всієї Руси-України Філарет освятив розписи у храмі Покрови Пресвятої Богородиці та відслужив акафіст Покрові Пресвятої Богородиці.
29 листопада 2009 року при церкві було засновано недільну школу для дітей.

## Економіка
Основним підприємством села є «Старинська птахофабрика». Засноване у 2000 році, у 2002 приєдналося до Миронівського хлібопродукту. У 2015 році було вироблено 285 млн штук яєць. Птахофабрика забезпечує роботою 1300 чоловік.

## Знамениті мешканці
- Луценко Віктор Васильович — художник, поет та композитор.[8]